# Gubazes II
Gubazes II (gruz. გუბაზ II, gr. Γουβάζης) – król Lazyki od około 541 r. do śmierci w wyniku zabójstwa w 555 r. Był jedną z głównych postaci wojny lazyckiej (541–562). Objął tron jako władca uznający zwierzchność Cesarstwa Bizantyjskiego, ale intensywne działania władz tego imperium skłoniły go do szukania pomocy u głównego rywala Bizancjum – Persji sasanidzkiej. Bizantyjczycy zostali wyparci z Lazyki za sprawą perskiej armii w 541 roku, ale sasanidzka okupacja kraju okazała się gorsza i w siedem lat później Gubazes przeszedł na stronę Bizancjum. Władca ten pozostał bizantyjskim sojusznikiem przez następne kilka lat, gdy dwa imperia walczyły o kontrolę nad Lazyką. Gubazes ostatecznie popadł w konflikt z bizantyjskimi dowódcami z powodu bezowocnego przebiegu wojny i został przez nich zamordowany.

## Życiorys

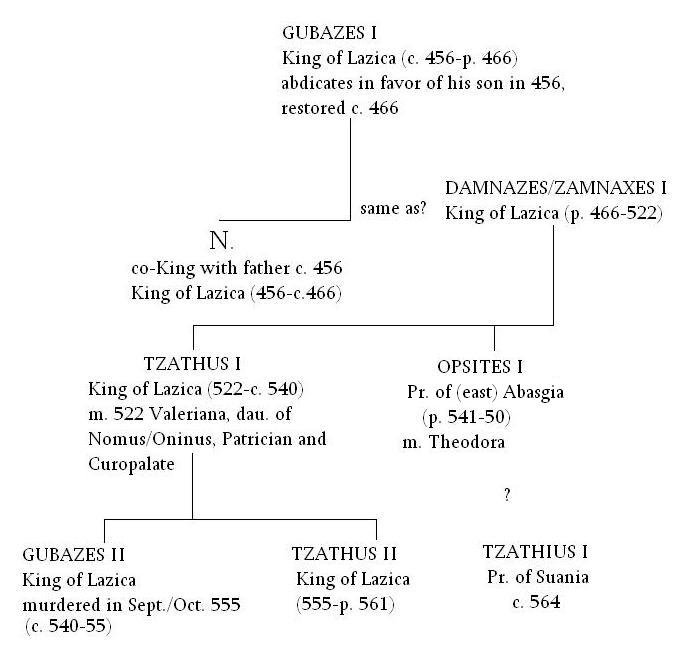
Wstępna rekonstrukcja drzewa genealogicznego królów Lazyki autorstwa C. Toumanoffa

### Młodość
Matka Gubazesa – Valeriana – pochodziła z cesarstwa wschodniorzymskiego. Małżeństwo Tzata z nią wydaje się być najwcześniejszym odnotowanym małżeństwem między elitami lazyckimi i bizantyjskimi. Zwyczaj zawierania mariaży z bizantyjskimi kobietami, zwykle z arystokracji senatorskiej, był powszechny wśród lazyckich członków rodziny królewskiej: jego stryj, „król” Opsytes (dokładna data jego rządów pozostaje nieznana) poślubił bizantyjską arystokratkę o imieniu Teodora. Wiadomo, że Gubazes miał młodszego brata Tzata i siostrę, której imię jest nieznane. Gubazes był żonaty i miał dzieci, ale ani imię jego żony, ani żadnego z jego dzieci nie jest znane. 
Imię jego ojca nie pojawia się w przekazach z epoki. Cyril Toumanoff, specjalista od historii i genealogii rasy kaukaskiej, wysunął hipotezę, iż Gubazes był synem i bezpośrednim następcą króla Tzata I, a jego stryj Opsytes nigdy tak naprawdę nie został władcą.
Dokładna data rozpoczęcia panowania Gubazesa jest nieznana, ale nie mogło to nastąpić na długo przed rokiem 541, kiedy został po raz pierwszy zaświadczony jako król Lazów. Jest bardzo prawdopodobne, że przed objęciem tronu przez kilka lat mieszkał w  Konstantynopolu, ponieważ nadano mu tytuł silentiariusa, co oznaczało iż miał wpływową pozycję na dworze cesarskim; alternatywna, ale mniej prawdopodobna teza głosi, że otrzymał ten tytuł honorowo po wstąpieniu na tron.

### Ucieczka do Persji
Lazyka stanowiła bizantyjski protektorat od 522 roku, kiedy Tzat I odrzucił perskie zwierzchnictwo. Jednak rządy silnej ręki, sprawowane przez cesarza Justyniana I (527–565) sprawiły, że cesarstwo przestało być postrzegane jako korzystny sojusznik. W szczególności ustanowienie monopolu handlowego przez magistra militum Jana Tzibusa, na straży którego stała nowo zbudowana forteca Petra, zmusił Gubazesa do ponownego poszukiwania wsparcia perskiego szacha – Chosrowa I (531–579). 
W 540 roku Chosrow złamał tzw. „pokój wieczysty” sprzed ośmiu lat i najechał bizantyjską prowincję Mezopotamii. Wiosną następnego roku siły władcy perskiego, prowadzone przez przewodników z ludu Lazów, przeszli przez przełęcze górskie do Lazyki, gdzie poddał się mu Gubazes. Bizantyjczycy pod wodzą Jana Tzibusa dzielnie stawili opór w Petrze, ale Tzibus został zabity, a forteca wkrótce potem została zdobyta. Chosrow osadził swój garnizon w Petrze i opuścił kraj, ale wkrótce Lazowie zaczęli się buntować: jako chrześcijanie byli urażeni zaratusztrianizmem Persów i byli bardzo dotknięci zaprzestaniem handlu z Bizancjum drogą morską. Ówczesny historyk bizantyjski Prokopiusz z Cezarei donosi, że szach, świadomy strategicznego znaczenia Lazyki, zamierzał przesiedlić cały lud Lazów i zastąpić go Persami. W pierwszej kolejności perski władca planował zamordować Gubazesa. Ten, ostrzeżony o intencjach Chosrowa, ponownie stał się lojalny wobec Bizancjum.

### Powrót do lojalności wobec Bizancjum

Królestwo Lazyki wraz z otaczającymi ją rejonami w VI wieku

W roku 548 cesarz Justynian wysłał 8 000 żołnierzy pod dowództwem Dagisteusza, który wraz z siłami lazyckimi, rozpoczął oblężenia perskiego garnizonu w Petrze. Ponieważ Persowie byli dobrze zaopatrzeni, walki się wydłużyły. Dagisteusz zignorował kwestię ochrony przełęczy górskich prowadzących do Lazyki, przez co znacznie większe perskie siły pod dowództwem Mihr-Mihroe przybyły na odsiecz i przerwały oblężenie. Jednak Persom brakowało wystarczających zapasów, w związku z czym – po wzmocnieniu garnizonu w Petrze i pozostawieniu kolejnych 5000 ludzi pod dowództwem Fabrizusa, w celu zabezpieczenia szlaków zaopatrzeniowych – Mihr-Mihroe wycofał się. Wiosną następnego roku Gubazes i Dagisteusz połączyli swe siły, zniszczyli armię Fabrizusa w niespodziewanym ataku, a niedobitków ścigali aż do Iberii Kaukaskiej. Tego samego lata odnieśli kolejne zwycięstwo nad nową armią perską dowodzoną przez Khorianesa. Sojusznikom nie udało się jednak uniemożliwić wzmocnienia Petry przez kolejną armię sasanidzką, a Dagisteusz został odwołany i zastąpiony przez Bessasa.
W 550 roku wybuchło pro-perska powstanie wśród ludu Abazgów, który sąsiadował z Lazyką na północy. Skorzystał z niej Terdetes, wysokiej rangi arystokrata lazyjski, skonfliktowany z Gubazesem – zdradził swojego króla i przekazał Persom fortecę Tsebelda. Była to ważna warownia w ziemi Apsylów, plemienia pod zwierzchnictwem Lazyjczyków. Apsylowie przejęli ją, ale odmówili początkowo uznania rządów Lazyjczyków, do czego przekonał ich jednak bizantyjski wódz, Jan Guzes. W 551 roku Bizantyjczycy w końcu zdobyli i zrównali z ziemią Petrę, ale nowa armia pod dowództwem Mihr-Mihroe była w stanie przejąć kontrolę nad wschodnią częścią Lazyki. Siły bizantyjskie w tym królestwie wycofały się na zachód do miasta Fasis nad rzeką Rioni, podczas gdy Lazyjczycy, w tym Gubazes i jego rodzina, szukali schronienia w górach. Pomimo trudnych warunków w zimie na przełomie roku 551/552, Gubazes odrzucił propozycje zawarcia pokoju przekazane przez wysłanników Mihr-Mihroe. W 552 roku Persowie otrzymali znaczne posiłki, ale ich ataki na twierdze należące do Bizancjum i Lazyki zostały odparte.

### Śmierć
W ciągu następnych dwóch lat Bizantyjczycy zwiększyli swoje siły w Lazyce, ale nie odnieśli decydującego sukcesu – Gubazes pokłócił się ze swoimi wodzami i skierował list do cesarza Justyniana, oskarżając ich o niekompetencję po porażce Persów. Bessas został odwołany, ale pozostali dwaj, Marcin i sakelariusz Rustyk, postanowili pozbyć się Gubazesa. Wysłali wiadomość do Konstantynopola, oskarżając władcę Lazyki o kontakty z Persami. Justynian, zamierzając przesłuchać samego Gubazesa, upoważnił obu dowódców do aresztowania go, z użyciem siły siły, w razie konieczniści. Wówczas to, na przełomie września i października 555 roku, bizantyjscy wodzowie zaprosili Gubazesa do obserwowania oblężenia twierdzy perskiej. Gdy się spotkali, Jan – brat Rustyka – zadał królowi cios sztyletem. Gubazes spadł z konia, a jeden ze sług Rustyka zadał mu ostateczny cios.
Po morderstwie Gubazesa Lazowie przestali na jakiś czas uczestniczyć w operacjach przeciwko Persom, co doprowadziło do niepowodzenia bizantyjskiego ataku na warownię Onoguris. Zgromadzenie ludu lazyckiego poinformowało cesarza Justyniana o wydarzeniach, poprosiło o wszczęcie dochodzenia oraz o uczynienie młodszego brata Gubazesa, Tzata, przebywającego w Konstantynopolu, nowym władcą. Cesarz spełnił te prośby: wysłano „wiodącego senatora” o imieniu Atanazy (być może byłego prefekta) w celu przeprowadzenia śledztwa w sprawie morderstwa Gubazesa, a Tzat został mianowany władcą Lazyki. Dochodzenie Atanazego oczyściło Gubazesa z podejrzeń o zdradę, zaś Rustyk i Jan zostali uznani za winnych – stracono ich jesienią 556 roku. Natomiast Marcin został jedynie usunięty ze swego stanowiska.